# 登封市
登封市（とうほう-し）は中華人民共和国河南省鄭州市に位置する県級市。古くから文明の栄えた地で、中国の名山のひとつである嵩山（すうざん）、および少林寺が有名。少林寺をはじめとする文化遺産は、「天地の中央」にある登封の史跡群として世界遺産に登録されている。

## 歴史

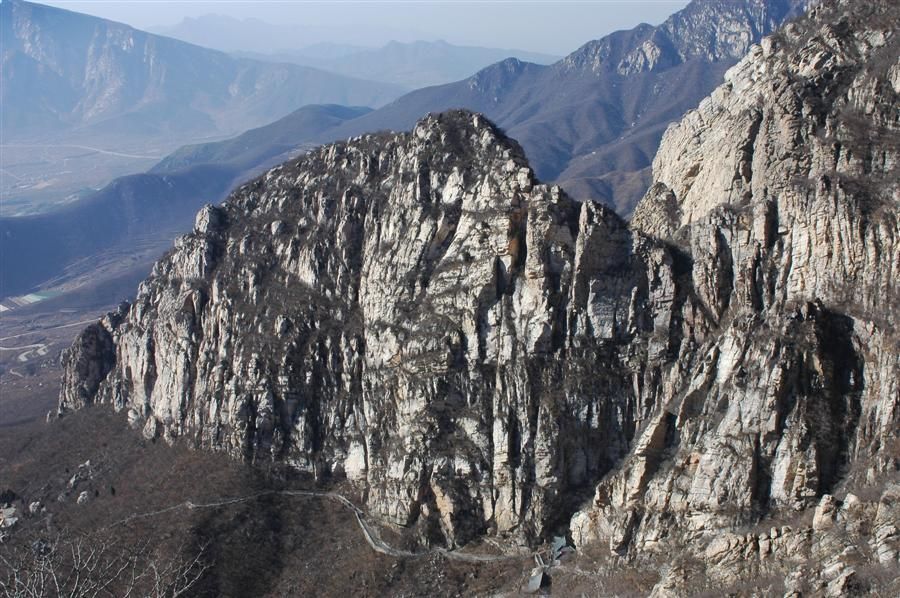
嵩山

伝説では夏王朝が陽城（現在の登封市告成鎮とされる）に都を築いたとされ、禹都陽城の別称がある。前漢の第7代皇帝・武帝は嵩山に遊び、この時に崇高県が正式に設立された。
隋代に嵩山の南にあることから嵩陽県と改称した。唐代、自ら皇帝に即位し国号を周と変えた武則天は696年に嵩山に登り、この山を中嶽に封じて嵩陽県を登封県に、陽城県を告成県に改称させた。金代に登封、告成の両県は合併させられ登封県となった。
1994年5月30日、国務院は登封県を廃止し市に昇格させる案を批准し、登封市となった。

## 地理

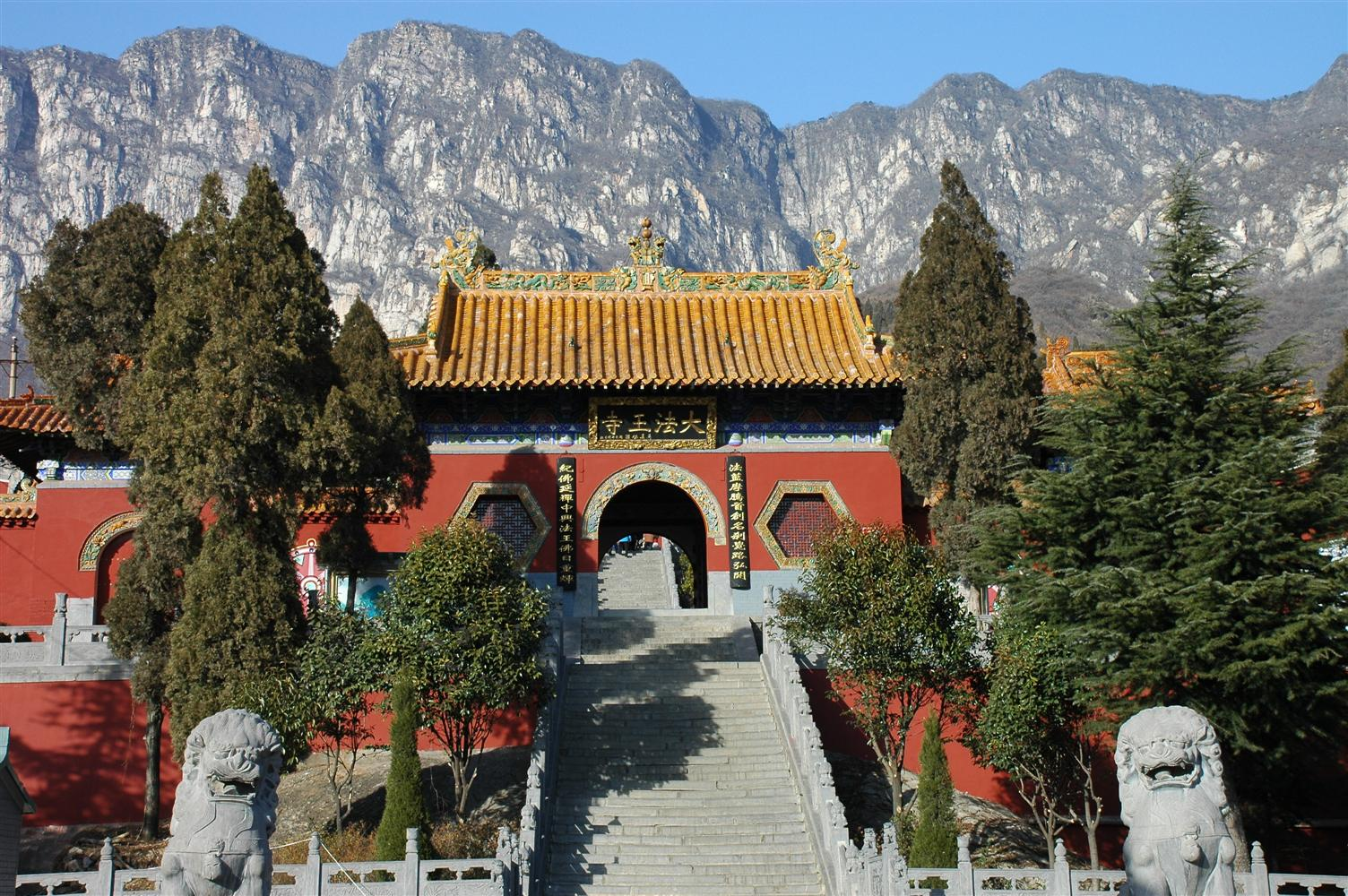
中国最古級の仏教寺院・法王寺。北に嵩山がそびえる

登封市は河南省の中西部に位置し、五岳のうちの中岳にあたる嵩山の南麓に街が広がる。市域の東西の幅は56km、南北の幅は35.5km。地形は山地と丘陵が主で平地は少ない。温帯の大陸性気候に属する。

## 行政区画
- 街道:嵩陽街道、少林街道、中嶽街道、盧店街道
- 鎮:大金店鎮、潁陽鎮、告成鎮、陽城区鎮、大冶鎮、宣化鎮、徐荘鎮、東華鎮、唐荘鎮
- 郷:白坪郷、君召郷、石道郷

陽城区鎮は工業区。陽城区鎮は登封市の東南部、市の中心から13km離れた場所にある面積15km²の工業区で、6つの行政村を管轄する。

## 文化・観光
- 中岳嵩山：中国随一の名山。国家級重点風景名勝区と国家級森林公園とされており、名所旧跡も多い。「詩経」では「嵩高維嶽、峻極于天」と書かれている。1991年にはユネスコの支援する世界地質公園（ジオパーク）として認定された。
  - 嵩山少林寺：仏教寺院。「天下第一名刹」と称され、禅宗と少林拳の本山である。
  - 法王寺：後漢の永平14年（71年）に建立された中国最古級の仏教寺院。
  - 中岳廟：道教寺院。
  - 嵩陽書院：儒教の書院。宋代四大書院の一つ。
  - 嵩岳寺塔:北魏時代に建立された中国最古のレンガ塔。
- このほか、市内には全国重点文物保護単位が全部で13か所、省級の文物保護単位が18か所、県級の文物保護単位が123か所ある。また先史時代からの文物6,700点以上がこれまでに発掘された。

## 舞台とした作品
嵩山少林寺が多くのアクション映画の舞台となっている。詳しくはCategory:少林寺を題材とした映画作品を参照。